# پاکیزه گوزده دوکل
پاکیزه گوزده دوکل (انگلیسی: Pakize Gözde Dökel؛ زادهٔ ۱۷ اوت ۱۹۹۷) بازیکن فوتبال اهل ترکیه است.
وی همچنین در تیم ملی فوتبال زنان ترکیه بازی کرده‌است.